# Dimitar Nikolow

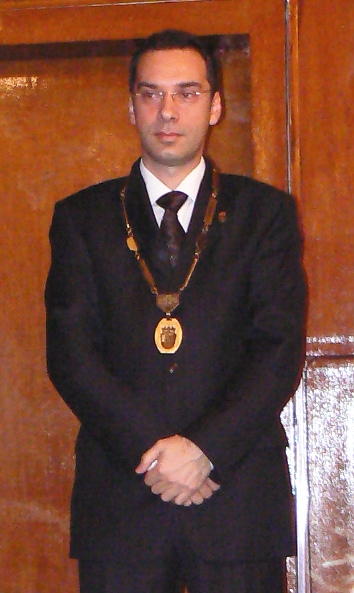
Dimitar Nikolow als Bürgermeister von Burgas

Dimitar Nikolow (bulgarisch Димитър Николов; * 21. Mai 1967 in Burgas) ist ein bulgarischer Politiker und Bürgermeister der Stadt Burgas.
Nikolow verfügt über einen Magister in Wirtschaft der Neuen Bulgarischen Universität in Sofia. Er ist Mitglied des Rates der Freien Universität Burgas sowie Träger des Titels „Ehrenbürger der Stadt Burgas“. Er ist verheiratet und hat zwei Kinder. Zwischen 1998 und 2006 war Nikolow Geschäftsführer des bulgarischen Süßwarenhersteller Pobeda.
Als Vorsitzender der Partei GERB für die Region Burgas wurde er 2007 als Kandidat der christlich-demokratischen und konservativen Kräfte für die Bürgermeisterwahl am 28. Oktober 2007 gewählt. In der Stichwahl am 4. November 2007 konnte sich Nikolow gegen Waleri Simeonow, Kandidat der nationalistisch geprägte Koalition Ataka, mit 62,37 % durchsetzen. 
Durch seinen Sieg löste Nikolow den „längst regierenden Bürgermeister Bulgariens“, Joan Kostadinow, ab. Als Prioritäten seines ersten Mandats nennt er die Bildungspolitik, die Europäische Integration sowie den Kampf gegen illegale Baustellen.
Für die Kommunalwahlen 2011 wurde Nikolow von seiner Partei erneut als Bürgermeisterkandidat nominiert. Am 20. September desselben Jahres gaben alle konservativen Parteien (Blaue Koalition, Bewegung Gergjowden, Koalition ODS und BND) in Burgas bekannt, die Kandidatur Nikolows für ein weiteres Mandat zu unterstützen und keine eigenen Bürgermeisterkandidaten ins Rennen zu schicken. Anschließend wurde er mit über 70 Prozent im Amt wiedergewählt.